# Oleg Nowicki
Oleg Wiktorowicz Nowicki, ros. Олег Викторович Новицкий (ur. 12 października 1971 w Czerwieniu w Białoruskiej SRR) – rosyjski pilot wojskowy, kosmonauta, Bohater Federacji Rosyjskiej (2014).

## Wykształcenie i służba wojskowa
- 1988 – ukończył szkołę średnią w rodzinnym mieście Czerwień.
- 1994 – został absolwentem Kaczyńskiej Wojskowej Wyższej Szkoły Lotniczej Pilotów. Po studiach uzyskał kwalifikacje „pilota-inżyniera”. Następnie przez kolejne 10 lat pełnił różne funkcje w pułku lotnictwa szturmowego 4 Armii Wojsk Lotniczych i Obrony Przeciwlotniczej (sztab w Rostowie nad Donem). Latał na samolotach Aero L-39 Albatros i Su-25. Brał udział w działaniach bojowych na terenie Czeczenii.
- 2006 – w Akademii Sił Powietrznych im. Jurija Gagarina ukończył specjalność „Zarządzanie jednostkami wojskowymi i formacjami Sił Powietrznych”. Następnie powrócił do służby w 4 Armii, gdzie był dowódcą eskadry lotniczej.
- 2012 – rozkazem ministra obrony Federacji Rosyjskiej został przeniesiony do rezerwy.

## Kariera kosmonauty
- 2007 – 6 lutego oficjalnie został przyjęty do korpusu kosmonautów i rozpoczął dwuletnie szkolenie podstawowe.
- 2008 – w dniach 22–28 czerwca w Sewastopolu (Ukraina) wspólnie z Siergiejem Rewinem oraz Jeleną Sierową przeszedł trening na wypadek awaryjnego wodowania lądownika statku kosmicznego Sojuz.
- 2009 – w lipcu ukończył kurs przygotowawczy w Centrum Wyszkolenia Kosmonautów im. J. Gagarina, zaś 1 sierpnia uzyskał uprawnienia kosmonauty doświadczalnego. W październiku uczestniczył w treningu w małym module badawczym ISS.
- 2010 – od stycznia do października przebywał na delegacji w Stanach Zjednoczonych. Był przedstawicielem Centrum Wyszkolenia Kosmonautów w JSC[1]. W kwietniu, w związku z utworzeniem jednego korpusu kosmonautów w Rosji, Nowicki został rozkazem naczelnika Centrum Wyszkolenia Kosmonautów mianowany kosmonautą doświadczalnym wspomnianego korpusu. W połowie roku NASA opublikowała harmonogram planowanych lotów do Międzynarodowej Stacji Kosmicznej. Nowicki znalazł się w składzie załóg Ekspedycji 33 i 34, których lot zaplanowano na jesień 2012[2]. Od sierpnia rozpoczął przygotowania do misji Sojuza TMA-04M oraz lotu Sojuza TMA-06M (jako dowódca załogi podstawowej).
- 2012 – 15 maja podczas startu Sojuza TMA-04M pełnił funkcję dowódcy załogi rezerwowej. 23 października razem z Jewgienijem Tariełkinem i Kevinem Fordem na pokładzie Sojuza TMA-06M wystartował w kierunku Międzynarodowej Stacji Kosmicznej, na pokład której kosmonauci dotarli dwa dni później. Weszli w skład Ekspedycji 33 i 34. W obu ekspedycjach Nowicki pełnił funkcję inżyniera pokładowego. Na pokładzie stacji kosmonauci przebywali do 15 marca 2013, a kilka godzin później 16 marca wylądowali na Ziemi w lądowniku Sojuza TMA-06M.
- 2016 – 17 listopada na pokładzie Sojuza MS-03 poleciał na Międzynarodową Stację Kosmiczną. Wszedł w skład Ekspedycji 50 i 51 (jako inżynier pokładowy).
- 2017 – 2 czerwca wylądował na Ziemi w kapsule Sojuza MS-03.
- 2021 – 9 kwietnia na pokładzie Sojuza MS-18 poleciał na Międzynarodową Stację Kosmiczną. Wszedł w skład Ekspedycji 64 i 65 (jako inżynier pokładowy).

## Nagrody i odznaczenia
- tytuł Bohatera Federacji Rosyjskiej z medalem Złotej Gwiazdy i honorową odznaką Lotnika Kosmonauty Federacji Rosyjskiej (2014)

Medale Ministerstwa Obrony Federacji Rosyjskiej:
- Za udział w działaniach wojennych
- Medal „Za wyróżnienie w służbie wojskowej” I II i III stopnia
- Za służbę w siłach powietrznych
- Universal Astronaut Insignia za lot orbitalny (nr 526) – Stowarzyszenie Uczestników Lotów Kosmicznych (Association of Space Explorers(inne języki))[3]

## Wykaz lotów
| Loty kosmiczne, w których uczestniczył Oleg W. Nowicki                   | Loty kosmiczne, w których uczestniczył Oleg W. Nowicki | Loty kosmiczne, w których uczestniczył Oleg W. Nowicki | Loty kosmiczne, w których uczestniczył Oleg W. Nowicki | Loty kosmiczne, w których uczestniczył Oleg W. Nowicki | Loty kosmiczne, w których uczestniczył Oleg W. Nowicki | Loty kosmiczne, w których uczestniczył Oleg W. Nowicki |
| Lp.                                                                      | Data startu                                            | Statek kosmiczny                                       | Data lądowania                                         | Statek kosmiczny                                       | Funkcja                                                | Czas trwania                                           |
| ------------------------------------------------------------------------ | ------------------------------------------------------ | ------------------------------------------------------ | ------------------------------------------------------ | ------------------------------------------------------ | ------------------------------------------------------ | ------------------------------------------------------ |
| 1                                                                        | 23 października 2012                                   | Sojuz TMA-06M                                          | 16 marca 2013                                          | Sojuz TMA-06M                                          | dowódca Sojuza, inżynier pokładowy ISS                 | 143 dni 16 godzin 15 minut 2 sekundy                   |
| 2                                                                        | 17 listopada 2016                                      | Sojuz MS-03                                            | 2 czerwca 2017                                         | Sojuz MS-03                                            | dowódca Sojuza, inżynier pokładowy ISS                 | 196 dni 17 godzin 50 minut 18 sekund                   |
| 3                                                                        | 9 kwietnia 2021                                        | Sojuz MS-18                                            | 17 października 2021                                   | Sojuz MS-18                                            | dowódca Sojuza, inżynier pokładowy ISS                 | 190 dni 20 godzin 53 minuty 4 sekundy                  |
| Łączny czas spędzony w kosmosie – 531 dni 06 godzin 58 minuty 24 sekundy |                                                        |                                                        |                                                        |                                                        |                                                        |                                                        |